# Z-järn

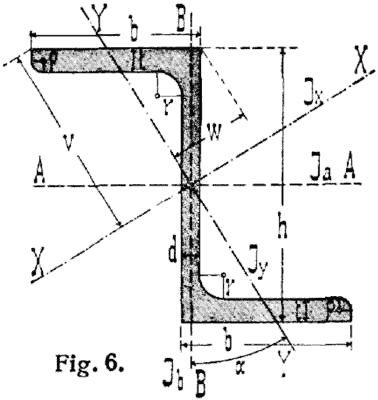
Z-järn

Ett z-järn är en varmvalsad profil som liknar ett Z, specificerad i DIN 1027. Z-järn är inte längre någon lagervara.